# Kim Moon-soo (político)
Kim Moon-soo (Yeongcheon, 27 de agosto de 1951) es un político conservador surcoreano que se desempeñó como ministro de Empleo y Trabajo de 2024 a 2025. Anteriormente, fue el 32º gobernador de la provincia de Gyeonggi entre 2006 y 2014. Fue candidato presidencial para las elecciones anticipadas de 2025 por el Partido del Poder Popular.
Inició como activista laboral, comenzó su carrera en la política cuando participó en la fundación del Partido Popular en 1990. Fue elegido para la 15ª Asamblea Nacional en Sosa-gu, Bucheon, como candidato por el Partido de la Nueva Corea. Después de continuar sirviendo como miembro de la asamblea en la 16ª y 17ª Asambleas Nacionales, se convirtió en el cuarto gobernador de la provincia de Gyeonggi en ser elegido por voto popular en 2006.

## Carrera
En 1990, Kim Moon-Soo participó en la fundación del centroizquierdista Partido Popular y se desempeñó como presidente del Comité de Relaciones Laborales. Ese mismo año, se presentó a las elecciones de 1992 como candidato número 3, pero fue derrotado. Después de unirse al Partido Liberal Democrático en 1994, se presentó a las 15ª elecciones generales como candidato del Partido de la Nueva Corea en 1996 y fue elegido. 
Tras su elección, Kim Moon-Soo se desempeñó como miembro de la legislatura, centrándose en cuestiones laborales y ambientales, así como en el transporte en el área metropolitana de Seúl y el cuidado infantil. Reelegido para la 16ª y 17ª Asambleas Nacionales, Kim sirvió durante tres mandatos consecutivos como miembro de la Asamblea Nacional. Se desempeñó como líder adjunto del partido Gran Nacional.
Después de retirarse de la Asamblea Nacional en 2006 para postularse para el gobierno local, Kim fue elegido Gobernador de la Provincia de Gyeonggi, asumiendo el cargo como el cuarto Gobernador elegido por votación pública en julio de 2006.
En abril de 2012, Kim Moon-Soo declaró su candidatura presidencial en las elecciones primarias del Partido Saenuri. Al anunciar su candidatura, Kim afirmó que la nominación de Park Geun-hye no debe considerarse como axiomática, a pesar de una década de preparación para la campaña de su parte.
Kim Moon-soo anunció su candidatura para las elecciones presidenciales de 2025 el 4 de abril, cinco días después de la destitución de Yoon Suk-yeol el 9 de abril, diciendo: "Soy el candidato adecuado para el oponente de Lee Jae-myung". Sin embargo, fue derrotado por Lee en la elección presidencial.